# Ruben Rupp
Ruben Nicolas Benjamin Rupp (* 28. Mai 1990 in Mutlangen) ist ein deutscher Politiker (AfD). Seit 2021 ist er Abgeordneter im Landtag von Baden-Württemberg. Seit 2025 ist er Abgeordneter im Deutschen Bundestag.
Rupp ist digitalpolitischer Sprecher der AfD-Bundestagsfraktion. Er ist stellvertretender Landesvorsitzender der AfD Baden-Württemberg.

## Leben
Ruben Rupp wuchs im Ostalbkreis auf. Er schloss seine Mittlere Reife in Leinzell ab und absolvierte danach sein Abitur bei der Agnes-von-Hohenstaufen Schule in Schwäbisch Gmünd. Daraufhin begann er ein Duales Studium bei der Müller Handels GmbH & Co. KG in Aalen und schloss mit der Ausbildung zum Einzelhandelskaufmann ab.
Nach der Station in Aalen begann er ein Studium der Wirtschaftswissenschaften an der Universität Hohenheim in Stuttgart und erwarb den akademischen Grad B.Sc. der Wirtschaftswissenschaften. Während seines Studiums arbeitete er zeitweise als Werkstudent für die EnBW Ostwürttemberg DonauRies AG in Ellwangen.
Ab 2019 arbeitete er bis zu seinem Einzug in den Landtag von Baden-Württemberg als Fachreferent für Wirtschaft, Energie, Digitales und Landesentwicklung für die AfD-Fraktion im Bayerischen Landtag.
Er wohnt im Ostalbkreis, ist verheiratet und Vater von drei Kindern.

## Politik
Ruben Rupp ist seit 2014 Mitglied der Partei Alternative für Deutschland (AfD). Er ist Kreisvorsitzender des AfD-Kreisverbands Ostalb und seit 24. Februar 2024 stellvertretender Landessprecher der AfD Baden-Württemberg.
Bei der Bundestagswahl 2017 kandidierte Rupp als Bundestagskandidat für die AfD im Wahlkreis Aalen-Heidenheim, verfehlte jedoch den Einzug in den Bundestag.
Bei der Landtagswahl 2021 erzielte Rupp im Landtagswahlkreis Schwäbisch Gmünd 12 % der Stimmen und sicherte sich damit ein Zweitmandat.
Von April 2021 bis April 2022 war er einer von fünf stellvertretenden Fraktionsvorsitzenden der AfD-Fraktion im 17. Landtag von Baden-Württemberg.
Rupp ist stellvertretender Ausschussvorsitzender des Ständigen Ausschusses im Landtag von Baden-Württemberg sowie Mitglied und AfD-Obmann im Wirtschaftsausschuss. Zudem ist er Sprecher für Wirtschaft, Arbeit, Migration und Tierschutz für die AfD-Fraktion im Landtag von Baden-Württemberg.
Seit Februar 2024 ist Rupp stellvertretender Landesvorsitzender der AfD Baden-Württemberg.
Im Juni 2024 wurde Rupp im Rahmen der Kommunalwahl in Baden-Württemberg in den Kreistag Ostalb sowie zum Fraktionsvorsitzenden der AfD-Fraktion im Kreistag Ostalb gewählt.
Rupp war seit 2017 gewähltes Mitglied im AfD Kreisvorstand Ostwürttemberg, der sich 2018 in den AfD-Kreisverband Ostalb und AfD-Kreisverband Heidenheim aufspaltete. Seit 2018 war Rupp dann gewähltes Mitglied im AfD Kreisvorstand Ostalb, zunächst als Beisitzer, dann ab 2020 stellvertretender Kreisvorsitzender des AfD Kreisverbands Ostalb. Im November 2024 wurde Rupp zum Kreisvorsitzenden des AfD Kreisverbands Ostalb gewählt.
Für die Bundestagswahl 2025 wurde Rupp im Oktober 2024 vom AfD-Landesverband Baden-Württemberg auf Landeslistenplatz 5 gewählt. Im Dezember 2024 wurde Rupp einstimmig von der AfD Ostalb und der AfD Rems-Murr zum Bundestagskandidaten der AfD für den Bundestagswahlkreis Backnang – Schwäbisch Gmünd gewählt. Ihm gelang über die Landesliste der Einzug in den Bundestag.
In der 21. Legislaturperiode des Deutschen Bundestages wurde Ruben Rupp von der AfD-Fraktion zum Arbeitskreisleiter Digitales und Staatsmodernisierung gewählt und ist seitdem der digitalpolitische Sprecher der AfD-Bundestagsfraktion.